# Férfi könnyűsúlyú kormányos nélküli négyes evezés a 2008. évi nyári olimpiai játékokon
A 2008. évi nyári olimpiai játékokon az evezés férfi könnyűsúlyú kormányos nélküli négyes versenyszámát augusztus 10. és augusztus 17. között rendezték a Shunyi evezőspályán. A versenyt a dán hajó nyerte a lengyel és a kanadai egység előtt.

## Versenynaptár
Az időpontok helyi idő szerint, zárójelben magyar idő szerint olvashatóak.
| Dátum                         | Időpont       | Forduló     |
| ----------------------------- | ------------- | ----------- |
| 2008. augusztus 10., vasárnap | 16:00 (10:00) | Előfutamok  |
| 2008. augusztus 12., kedd     | 16:40 (10:40) | Reményfutam |
| 2008. augusztus 15., péntek   | 16:10 (10:10) | Elődöntők   |
| 2008. augusztus 16. szombat   | 14:50 (8:50)  | B-döntő     |
| 2008. augusztus 17., vasárnap | 16:10 (10:10) | A-döntő     |

## Eredmények
Az idők másodpercben értendők. A rövidítések jelentése a következő:
- QS: Elődöntőbe jutás helyezés alapján
- QA: Az A-döntőbe jutás helyezés alapján
- QB: A B-döntőbe jutás helyezés alapján

### Előfutamok
Három előfutamot rendeztek, öt, valamint négy-négy résztvevővel. Az első három helyezett bejutott az elődöntőbe, a többiek a reményfutamba kerültek. 
| Helyezés | Nemzet                                                                                           | Idő      | Mj       |
| 1. futam | 1. futam                                                                                         | 1. futam | 1. futam |
| -------- | ------------------------------------------------------------------------------------------------ | -------- | -------- |
| 1.       | Kína (CHN) · Huang Csungming, Vu Csungkuj, Csang Lin, Tien Csun                                  | 5:51,30  | QS       |
| 2.       | Nagy-Britannia (GBR) · Richard Chambers, James Lindsay-Fynn, Paul Mattick, James Clarke          | 5:52,38  | QS       |
| 3.       | Ausztrália (AUS) · Rod Chisholm, Anthony Edwards, Ben Cureton, Todd Skipworth                    | 5:55,18  | QS       |
| 4.       | Hollandia (NED) · Gerard van der Linden, Marshall Godschalk, Ivo Snijders, Paul Drewes           | 5:57,54  |          |
| 5.       | Egyiptom (EGY) · Mohamed Zidan, Amin Ramadan, Ahmed Gad, Abdel Razek Ibrahim                     | 6:11,71  |          |
| 2. futam |                                                                                                  |          |          |
| 1.       | Dánia (DEN) · Thomas Ebert, Morten Jørgensen, Mads Andersen, Eskild Ebbesen                      | 5:50,12  | QS       |
| 2.       | Kanada (CAN) · Iain Brambell, Jon Beare, Mike Lewis, Liam Parsons                                | 5:52,13  | QS       |
| 3.       | Olaszország (ITA) · Jiří Vlcek, Catello Amarante, Salvatore Amitrano, Bruno Mascarenhas          | 5:54,12  | QS       |
| 4.       | Egyesült Államok (USA) · Mike Altman, Pat Todd, Will Daly, Tom Paradiso                          | 5:56,54  |          |
| 3. futam |                                                                                                  |          |          |
| 1.       | Németország (GER) · Bastian Seibt, Jost Schömann-Finck, Jochen Kühner, Martin Kühner             | 5:50,16  | QS       |
| 2.       | Franciaország (FRA) · Franck Solforosi, Guillaume Raineau, Jean-Christophe Bette, Fabien Tilliet | 5:51,68  | QS       |
| 3.       | Lengyelország (POL) · Łukasz Pawłowski, Bartłomiej Pawełczak, Miłosz Bernatajtys, Paweł Rańda    | 5:52,06  | QS       |
| 4.       | Írország (IRL) · Cathal Moynihan, Gearóid Towey, Richard Archibald, Paul Griffin                 | 5:52,32  |          |

### Reményfutam
Egy reményfutamot rendeztek, négy résztvevővel. Az első három helyezett bejutott a döntőbe, a negyedik helyezett kiesett.
| Helyezés | Nemzet                                                                                 | Idő     | Mj |
| -------- | -------------------------------------------------------------------------------------- | ------- | -- |
| 1.       | Írország (IRL) · Cathal Moynihan, Gearóid Towey, Richard Archibald, Paul Griffin       | 6:21,79 | QS |
| 2.       | Hollandia (NED) · Gerard van der Linden, Marshall Godschalk, Ivo Snijders, Paul Drewes | 6:25,25 | QS |
| 3.       | Egyesült Államok (USA) · Mike Altman, Pat Todd, Will Daly, Tom Paradiso                | 6:27,43 | QS |
| 4.       | Egyiptom (EGY) · Mohamed Zidan, Amin Ramadan, Ahmed Gad, Abdel Razek Ibrahim           | 6:37,50 |    |

### Elődöntők
Két elődöntőt rendeztek, hat-hat részvevővel. Az első három helyezett bejutott az a A-döntőbe, a többiek a B-döntőbe kerültek.
| Helyezés | Nemzet                                                                                        | Idő              | Mj       |
| 1. futam | 1. futam                                                                                      | 1. futam         | 1. futam |
| -------- | --------------------------------------------------------------------------------------------- | ---------------- | -------- |
| 1.       | Lengyelország (POL) · Łukasz Pawłowski, Bartłomiej Pawełczak, Miłosz Bernatajtys, Paweł Rańda | 6:06,60          | QA       |
| 2.       | Kanada (CAN) · Iain Brambell, Jon Beare, Mike Lewis, Liam Parsons                             | 6:07,86          | QA       |
| 3.       | Hollandia (NED) · Gerard van der Linden, Marshall Godschalk, Ivo Snijders, Paul Drewes        | 6:08,73          | QA       |
| 4.       | Ausztrália (AUS) · Rod Chisholm, Anthony Edwards, Ben Cureton, Todd Skipworth                 | 6:12,38          | QB       |
| 5.       | Kína (CHN) · Huang Csungming, Vu Csungkuj, Csang Lin, Tien Csun                               | 6:12,55          | QB       |
| 6.       | Németország (GER) · Bastian Seibt, Jost Schömann-Finck, Jochen Kühner, Martin Kühner          | nem állt rajthoz |          |

| Helyezés | Nemzet                                                                                           | Idő      | Mj       |
| 2. futam | 2. futam                                                                                         | 2. futam | 2. futam |
| -------- | ------------------------------------------------------------------------------------------------ | -------- | -------- |
| 1.       | Dánia (DEN) · Thomas Ebert, Morten Jørgensen, Mads Andersen, Eskild Ebbesen                      | 6:05,75  | QA       |
| 2.       | Franciaország (FRA) · Franck Solforosi, Guillaume Raineau, Jean-Christophe Bette, Fabien Tilliet | 6:07,26  | QA       |
| 3.       | Nagy-Britannia (GBR) · Richard Chambers, James Lindsay-Fynn, Paul Mattick, James Clarke          | 6:08,75  | QA       |
| 4.       | Írország (IRL) · Cathal Moynihan, Gearóid Towey, Richard Archibald, Paul Griffin                 | 6:13,85  | QB       |
| 5.       | Olaszország (ITA) · Jiří Vlcek, Catello Amarante, Salvatore Amitrano, Bruno Mascarenhas          | 6:14,73  | QB       |
| 6.       | Egyesült Államok (USA) · Mike Altman, Pat Todd, Will Daly, Tom Paradiso                          | 6:16,30  | QB       |

### Döntők

#### B-döntő
A B-döntőt öt résztvevővel rendezték, az előfutamok 4–6. helyezettjeivel (Németország nem állt rajthoz az elődöntőben, így nem jutott be a B-döntőbe).
| Helyezés (Összesített) | Nemzet                                                                                  | Idő     |
| ---------------------- | --------------------------------------------------------------------------------------- | ------- |
| 1. (7.)                | Olaszország (ITA) · Jiří Vlcek, Catello Amarante, Salvatore Amitrano, Bruno Mascarenhas | 6:03,12 |
| 2. (8.)                | Kína (CHN) · Huang Csungming, Vu Csungkuj, Csang Lin, Tien Csun                         | 6:04,48 |
| 3. (9.)                | Ausztrália (AUS) · Rod Chisholm, Anthony Edwards, Ben Cureton, Todd Skipworth           | 6:05,26 |
| 4. (10.)               | Írország (IRL) · Cathal Moynihan, Gearóid Towey, Richard Archibald, Paul Griffin        | 6:06,02 |
| 5. (11.)               | Egyesült Államok (USA) · Mike Altman, Pat Todd, Will Daly, Tom Paradiso                 | 6:07,79 |

#### A-döntő
Az A-döntőt hat egységgel rendezték, az elődöntők 1–3. helyezettjeivel.
| Helyezés | Nemzet                                                                                           | Idő     |
| -------- | ------------------------------------------------------------------------------------------------ | ------- |
| Arany    | Dánia (DEN) · Thomas Ebert, Morten Jørgensen, Mads Andersen, Eskild Ebbesen                      | 5:47,76 |
| Ezüst    | Lengyelország (POL) · Łukasz Pawłowski, Bartłomiej Pawełczak, Miłosz Bernatajtys, Paweł Rańda    | 5:49,39 |
| Bronz    | Kanada (CAN) · Iain Brambell, Jon Beare, Mike Lewis, Liam Parsons                                | 5:50,09 |
| 4.       | Franciaország (FRA) · Franck Solforosi, Guillaume Raineau, Jean-Christophe Bette, Fabien Tilliet | 5:51,22 |
| 5.       | Nagy-Britannia (GBR) · Richard Chambers, James Lindsay-Fynn, Paul Mattick, James Clarke          | 5:52,12 |
| 6.       | Hollandia (NED) · Gerard van der Linden, Marshall Godschalk, Ivo Snijders, Paul Drewes           | 5:54,06 |